# Organizzazioni e gruppi armati nella guerra civile siriana
Le Organizzazioni e gruppi armati nella guerra civile siriana sono i diversi gruppi e movimenti che hanno preso parte alla guerra civile siriana iniziata nel 2011.

## Forze filogovernative

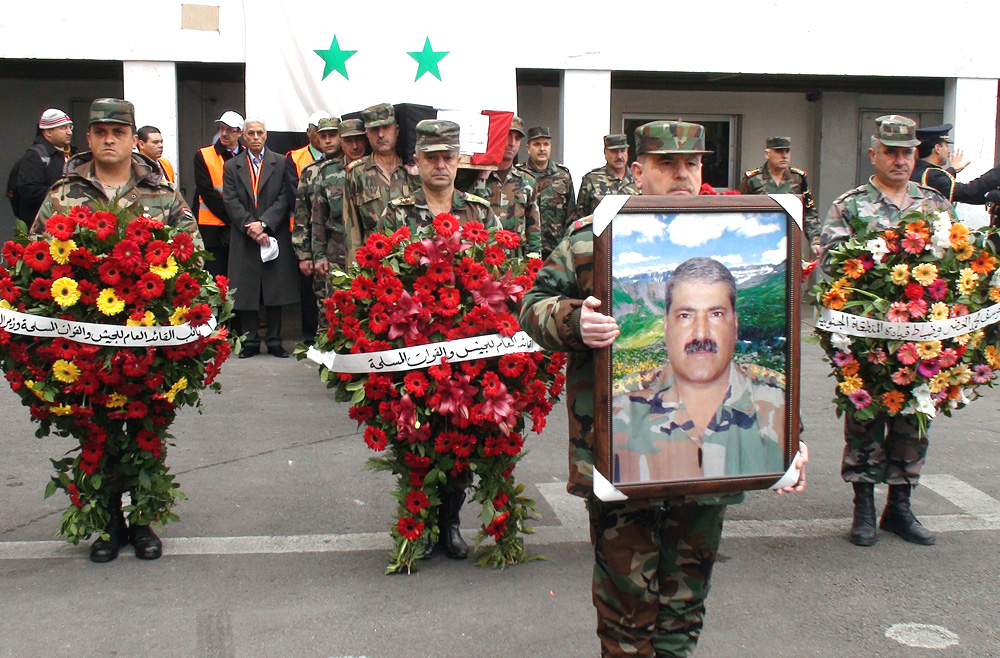
Il corteo funebre del generale siriano Mohammed al-Awwad, assassinato a Damasco nel 2012

### Forze armate siriane
All'inizio della rivolta, le forze armate siriane contavano 330.000 soldati regolari. I riservisti ammontavano a 280.000-300.000.
A partire dal giugno 2011 le forze armate sono state soggette ad un numero crescente di defezioni. Al 1º ottobre 2011 si contano 10.000 disertori, inclusi ufficiali di alto rango. A marzo 2012 il numero dei disertori sale a 60.000.
Uno studio dell'International Institute for Strategic Studies di Londra dell'agosto 2013 valuta il peso delle forze armate in 178.000 soldati, di cui 110.000 nell'esercito, 36.000 nell'aviazione e 5.000 nella marina.
Sebbene le defezioni abbiano assottigliato notevolmente le Forze Armate e abbiano colpito anche vertici militari, l'efficacia delle forze armate siriane non è stata intaccata in quanto i disertori sono in maggioranza sunniti, mentre i ruoli strategici chiave sono controllati da ufficiali alawiti.
Verso la fine del 2013 si sono verificati numerosi casi di ritorno di soldati disertori nelle file dell'esercito regolare, anche a seguito dell'amnistia concessa dal presidente. Attualmente l'Esercito siriano conta poco più di 200.000 uomini..

### Forza Nazionale di Difesa
La Forza Nazionale di Difesa (FND) è l'istituzionalizzazione da parte del governo siriano dei "Comitati Popolari" nati spontaneamente in molte città con scopo di autodifesa in particolare nei confronti delle milizie ribelli islamiste.
Viene creata verso la fine del 2012 e i suoi membri vengono equipaggiati, addestrati e stipendiati dal governo. La Forza Nazionale di Difesa è un organismo parallelo all'esercito regolare, pur operando insieme ad esso come complemento di fanteria, ed ha una forte capacità attrattiva nei confronti della popolazione in quanto viene impiegata a scopi difensivi nelle aree di reclutamento. La creazione della FND e la sua popolarità giocheranno un ruolo fondamentale nel ribaltamento delle sorti del conflitto a partire dalla metà del 2013.
Sebbene la FND sia considerata una milizia laica, la maggior parte dei suoi membri provengono dalle minoranze religiose siriane, che più hanno sofferto la presenza dei ribelli jihadisti. Principalmente i miliziani sono alawiti, cristiani e drusi.
Il numero di miliziani della FND è salito dai 60.000 del giugno 2013 ai 100.000 dell'agosto 2013.
Esiste una divisione composta da sole donne chiamata "Leonesse della Difesa Nazionale" di circa 500 elementi. Attualmente le Forze di difesa nazionale contano tra i 100.000 e 150.000 miliziani..

### Shabiha
Le shabiha sono milizie filogovernative non ufficiali composte principalmente da siriani di religione alawita. La maggior parte dei suoi membri proviene dalla fascia costiera siriana. Vengono tuttavia riportate testimonianze di miliziani shabiha anche di religione sunnita nell'area di Aleppo.
Sebbene organizzati in gruppi, non rispondono ad alcuna leadership. Fanno la loro comparsa in maniera significativa al comparire delle prime manifestazioni antigovernative del 2011 e operano in sostituzione della polizia nella repressione dei dimostranti. Con l'acuirsi della crisi l'esercito regolare usa le shabiha per ingaggiare battaglie urbane ed eseguire operazioni contro i civili solidali con i ribelli.
Il non controllo, l'odio settario e l'impunità garantita dal governo permettono alle milizie shabiha di rendersi protagonisti di azioni sanguinose, massacri, saccheggi e violazioni dei diritti umani.
Nel dicembre 2012 le shabiha sono inserite nell'elenco delle organizzazioni terroristiche da parte degli Stati Uniti.
Nel giugno 2012 il numero di miliziani ammonterebbe a 10.000, ma il loro reale numero è di difficile stima.

### Hezbollah
Il movimento libanese sciita Hezbollah è uno storico alleato del governo siriano di Bashar al-Assad. Insieme a Siria ed Iran sono infatti parte dell'”Asse della Resistenza” e della “Mezzaluna crescente sciita”.
Tuttavia fino ad aprile 2013 la presenza di Hezbollah in Siria è estremamente limitata e si concentra nel controllo delle cittadine di confine con il Libano o nella difesa dei santuari sciiti in Siria, come quello di Sayda Zeinab a Damasco.
Su spinta dell'Iran, Hezbollah entra pesantemente nella guerra civile siriana in appoggio all'esercito regolare nell'aprile 2013, quando contribuisce in maniera decisiva alla conquista di al-Qusayr. Da allora Hezbollah si affianca all'esercito nelle principali operazioni militari in corso nel paese modificando a favore del governo le sorti del conflitto e rafforzando notevolmente le sue capacità operative e di coordinamento interforze.
La partecipazione di Hezbollah al conflitto siriano ha alterato gli equilibri mediorientali, accelerando anche la deriva settaria della guerra. Prima della guerra civile siriana infatti Hezbollah godeva dell'appoggio trasversale della popolazione araba, anche sunnita, come baluardo contro Israele. Ora viene invece identificata come una milizia prettamente sciita.
L'intervento di Hezbollah in Siria ha anche generato uno sconfinamento del conflitto in territorio libanese, dove gruppi armati sunniti solidali con i ribelli siriani hanno iniziato una campagna di attentati e assalti alle basi Hezbollah e alla popolazione di fede sciita.
Oltre all'impegno attivo sul campo, Hezbollah in collaborazione con elementi dei Guardiani della Rivoluzione iraniani hanno creato, finanziato e armato la milizia al-Jaysh al-Sha'bi su modello dei Basij iraniani. Scopo della milizia è quello di "preservare gli interessi iraniani in Siria" nel caso di collasso del regime.
Il numero di miliziani Hezbollah presenti in Siria è di circa 8000-10.000 uomini. Le perdite di hezbollah sono stimate in circa 1300-1500 morti.

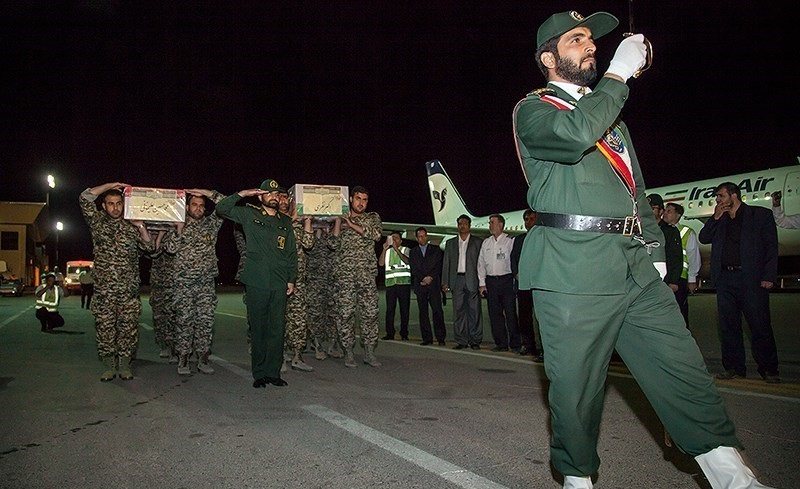
I corpi delle vittime iraniane tornano a Kermanshah, agosto 2016

### Iran
L'Iran continua a negare ufficialmente la presenza delle sue truppe da combattimento in Siria, sostenendo di fornire consulenza militare alle forze di Assad nella loro lotta contro i gruppi terroristici. Dalla fase della rivolta civile della guerra civile siriana, l'Iran ha fornito alla Repubblica araba siriana supporto finanziario, tecnico e militare, compreso l'addestramento e alcune truppe da combattimento. Iran e Siria sono stretti alleati strategici. L'Iran considera la sopravvivenza del governo di Assad cruciale per i suoi interessi regionali. Si dice che il leader supremo dell'Iran, Ali Khamenei, fosse apertamente a favore del governo baathista.
Si pensava che entro dicembre 2013 l'Iran avesse circa 10.000 agenti in Siria. Ma secondo Jubin Goodarzi, assistente professore e ricercatore presso la Webster University, l'Iran ha aiutato la Siria baathista con un numero limitato di unità e personale dispiegati, "al massimo a centinaia... e non a migliaia, come affermato da fonti dell'opposizione". Nell'estate del 2013, l'Iran insieme a Hezbollah hanno fornito un importante supporto sul campo di battaglia alle forze siriane, consentendo loro di avanzare contro l'opposizione. Nel 2014, in concomitanza con i colloqui di pace a Ginevra II, l'Iran ha intensificato il sostegno al presidente siriano Assad. Il ministro siriano delle finanze e dell'economia ha dichiarato che dal governo iraniano sono arrivati più di 15 miliardi di dollari. Prima del suo assassinio, il comandante della Forza Quds del Corpo delle Guardie Rivoluzionarie Islamiche (CGRI) Qasem Soleimani era responsabile del portafoglio di sicurezza del presidente siriano Assad e supervisionava l'armamento e l'addestramento di migliaia di combattenti sciiti filogovernativi.
Secondo quanto riferito, nel 2015, 328 soldati del CGRI, inclusi diversi comandanti, erano stati uccisi nella guerra civile siriana sin dall'inizio. Il 6 marzo 2020, Farhad Dabirian, comandante del CGRI, è stato ucciso in Siria. In precedenza era di stanza a Palmira in Siria.

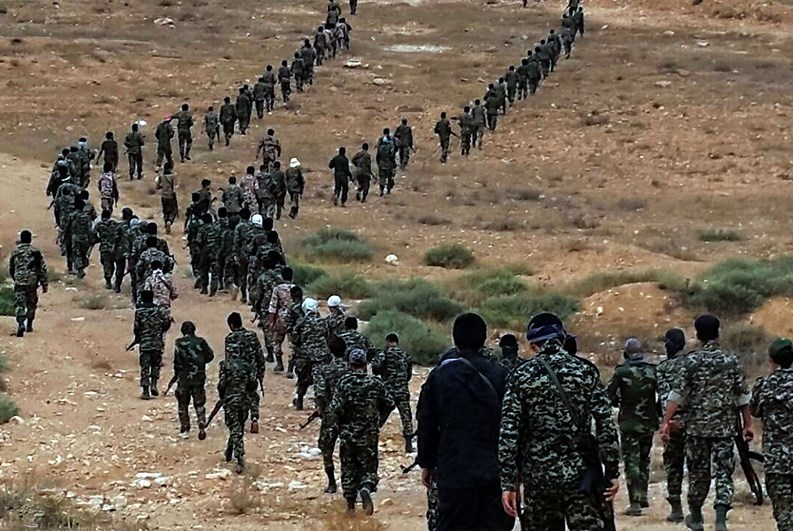
Combattenti della Liwa Fatemiyoun durante l'offensiva di Palmira nel dicembre 2016

### Milizie sciite straniere
I combattenti sciiti dell'Afghanistan e del Pakistan sono "molto più numerosi" dei combattenti sunniti non siriani, sebbene abbiano ricevuto "notevolmente meno attenzione" dai media. Il numero degli afgani che combattono in Siria per conto della Repubblica araba siriana è stato stimato "tra 10.000 e 12.000" mentre il numero dei pakistani non è noto. Le formazioniprincipali sono la liwa' fatimiyun (Brigata Fatimiyun) - che è composta esclusivamente da afgani e combatte "sotto gli auspici" di Hezbollah in Afghanistan - e la liwa' zaynabiyun pakistana (Brigata Zaynabiyun) formata nel novembre 2015. Molti o la maggior parte dei combattenti sono rifugiati e l'Iran è stato accusato di aver approfittato della loro incapacità di "ottenere permessi di lavoro o stabilire una residenza legale in Iran" e di aver minacciato l'espulsione per coloro che esitano a fare volontariato. I combattenti ricevono anche uno stipendio relativamente alto e alcuni hanno detto ai giornalisti che "lo Stato islamico è un nemico comune dell'Iran e dell'Afghanistan ... questa è una guerra santa" e che desiderano proteggere il luogo di pellegrinaggio sciita di Sayyida Zaynab, dei jihadisti sunniti.
Altre milizie sciite, con il consenso del governo, sono confluite in Siria soprattutto dal confinante Iraq. Queste milizie, coordinate tra loro, sono attive soprattutto sul fronte di Damasco ed hanno avuto un ruolo importante nella riconquista dei sobborghi meridionali nell'ottobre 2013. Tra queste vi sono le Kata'ib Hezbollah, le Brigate Badr, le Brigate Haydar al-Karar e le Brigate del Giorno Promesso, che sono anche le più numerose.
Miliziani sciiti sono giunti in Siria anche dallo Yemen, grazie al gruppo armato Huthi, che fa riferimento alla corrente zaydita dello sciismo. I miliziani Huthi sono qualche centinaio e partecipano alla guerra civile affiancando le milizie Hezbollah.

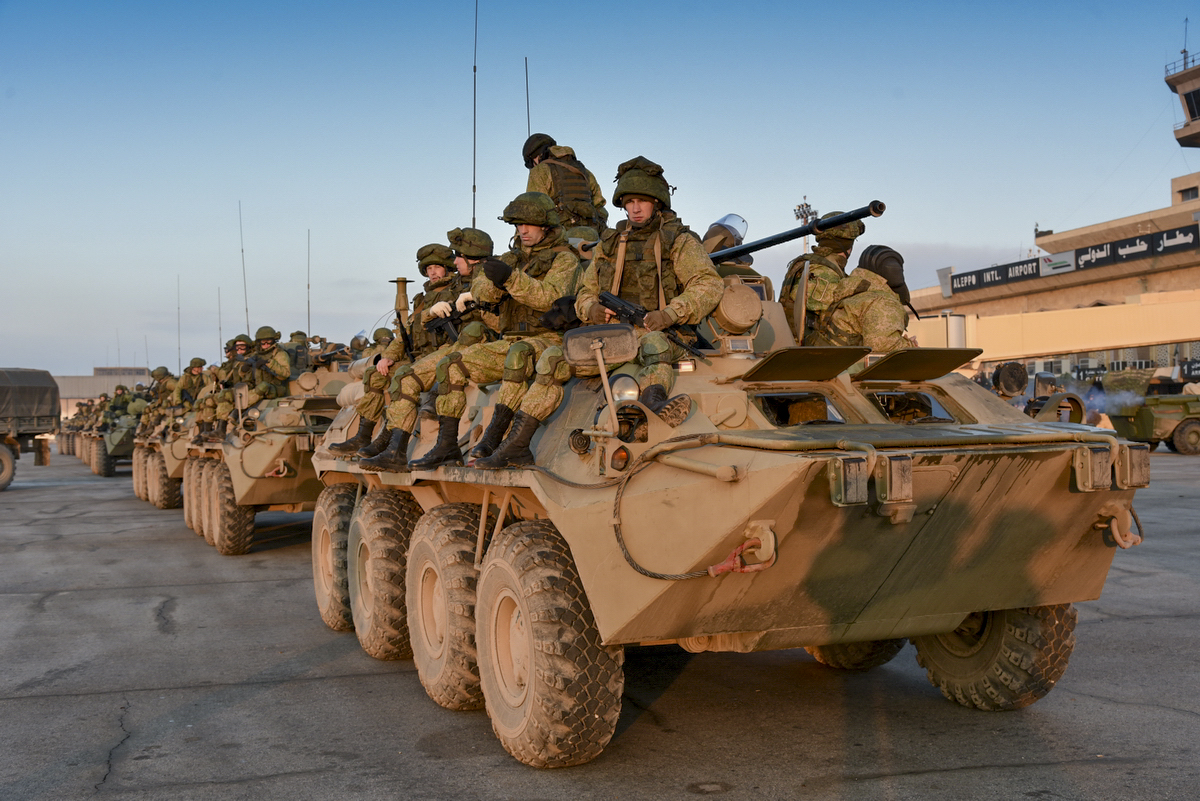
Truppe russe ad Aleppo nel dicembre 2016

### Russia
Il 30 settembre 2015, il Consiglio della Federazione russa ha accolto all'unanimità la richiesta del presidente russo Vladimir Putin di consentire l'uso delle forze armate russe in Siria. Lo stesso giorno, il generale russo Sergey Kurylenko, che rappresenta la Russia al centro informazioni congiunto a Baghdad istituito da Russia, Iran, Iraq e Siria per coordinare le loro operazioni "principalmente per combattere l'IS (Stato islamico)", è arrivato all'ambasciata americana a Baghdad e ha chiesto che tutte le forze statunitensi nell'area interessata se ne andassero immediatamente. Un'ora dopo, un aereo russo con base nel territorio controllato dal governo iniziò a condurre attacchi aerei contro le forze ribelli.
In risposta all'abbattimento di un aereo Su-22 di Hezbollah da parte di un jet da combattimento statunitense vicino alla città di Tabqa nella provincia di Raqqa il 18 giugno 2017, la Russia ha annunciato che gli aerei da guerra della coalizione a guida statunitense che volavano a ovest dell'Eufrate sarebbero stati seguiti dalle forze anti aeree in cielo e trattate come bersagli; inoltre, l'esercito russo ha affermato di aver sospeso la hotline (la linea di "deconflitto") con le loro controparti statunitensi con sede ad Al Udeid. Tuttavia, pochi giorni dopo, le forze armate statunitensi hanno dichiarato che la linea di deconflitto è rimasta aperta e che la Russia aveva notificato preventivamente agli Stati Uniti il suo massiccio attacco missilistico da navi da guerra nel Mediterraneo condotto il 23 giugno 2017, nonostante il fatto che gli Stati Uniti non erano tra quei paesi menzionati come preavvertiti nel rapporto ufficiale della Russia sul bombardamento. Il 27 giugno 2017, il ministro della Difesa statunitense Jim Mattis ha dichiarato alla stampa: "Siamo in conflitto con i russi; è una linea di deconflitto molto attiva. È su più livelli, dal presidente del Joint Chiefs e dal segretario di Stato con le loro controparti a Mosca, il generale Gerasimov e il ministro Lavrov.

### Altri gruppi filogovernativi
Il fronte filogovernativo annovera una serie di gruppi armati minori che partecipano in maniera difensiva o offensiva alla guerra civile.
È forte la presenza di gruppi di ispirazione confessionale sciita. Tra questi la Brigata al-'Abbas annovera più di 10.000 miliziani siriani. L'attività principale del gruppo è la difesa e il presidio dei santuari sciiti sul territorio siriano.
Oltre alle milizie di stampo confessionale sciita, il governo siriano può contare su combattenti appartenenti alle altre fedi religiose minoritarie in Siria e minacciate dai movimenti islamisti. Oltre ai combattenti inquadrati nella Forza Nazionale di Difesa, è presente una milizia armata composta solo da drusi: Jaysh al-Muwahhidin. La loro azione è limitata nel Gebel Druso a sud del paese dove difendono la popolazione locale dagli attacchi dei ribelli.
Il governo siriano è sostenuto anche da fazioni armate che fanno riferimento all'ideologia laica del partito Baʿth o al socialismo arabo. Tra questi gruppi il più importante è il Fronte Popolare per la Liberazione della Palestina - Comando Generale, alleato della Siria fin dai tempi della guerra in Libano. La sua area di operazione è il campo profughi palestinese di Yarmuk, a sud di Damasco e teatro di duri scontri con i ribelli. La posizione del movimento è estremamente delicata, in quanto altre organizzazioni palestinesi hanno apertamente appoggiato i ribelli siriani. Anche l'Esercito di Liberazione della Palestina mantiene dei miliziani in Siria, che sono stati integrati nell'esercito regolare siriano.
Tra gli altri gruppi armati laici vi sono la Resistenza Siriana, una milizia di stampo marxista-leninista che opera principalmente nell'area di Aleppo e conta 2.000 uomini, e le Brigate Ba'th, composte da membri del partito volontari che hanno come obiettivo principale il presidio degli uffici statali.
In Siria, dall'aprile 2013, sono presenti i miliziani, suddivisi in 50 battaglioni, della Guardia Nazionalista Araba. Questa milizia, composta da giovani provenienti da tutto il mondo arabo (tra cui Egitto e Iraq), hanno come ideologia il socialismo arabo, il panarabismo e il nasserismo. Questa milizia opera a contatto con la Forza Nazionale di Difesa soprattutto a Damasco ed è attiva nella battaglia di Qalamoun.
È stata provata la presenza di alcune decine di mercenari provenienti dall'Europa Orientale dal gennaio 2014 che sono entrati in Siria grazie all'appoggio di Hezbollah. Si tratta spesso di veterani di guerra russi con esperienza in Cecenia

## Forze ribelli

### Coalizione Nazionale Siriana
La Coalizione nazionale siriana delle forze dell'opposizione e della rivoluzione è il principale organo politico dell'opposizione siriana al governo di Bashar al-Assad.
Nasce a Doha l'11 novembre 2012 e incorpora i membri del Consiglio Nazionale Siriano, nato a Istanbul il 23 agosto 2011 con l'intenzione di amalgamare le diverse anime della rivolta, creare un interlocutore politico per l'Esercito siriano libero e cercare sostegno sul piano internazionale.

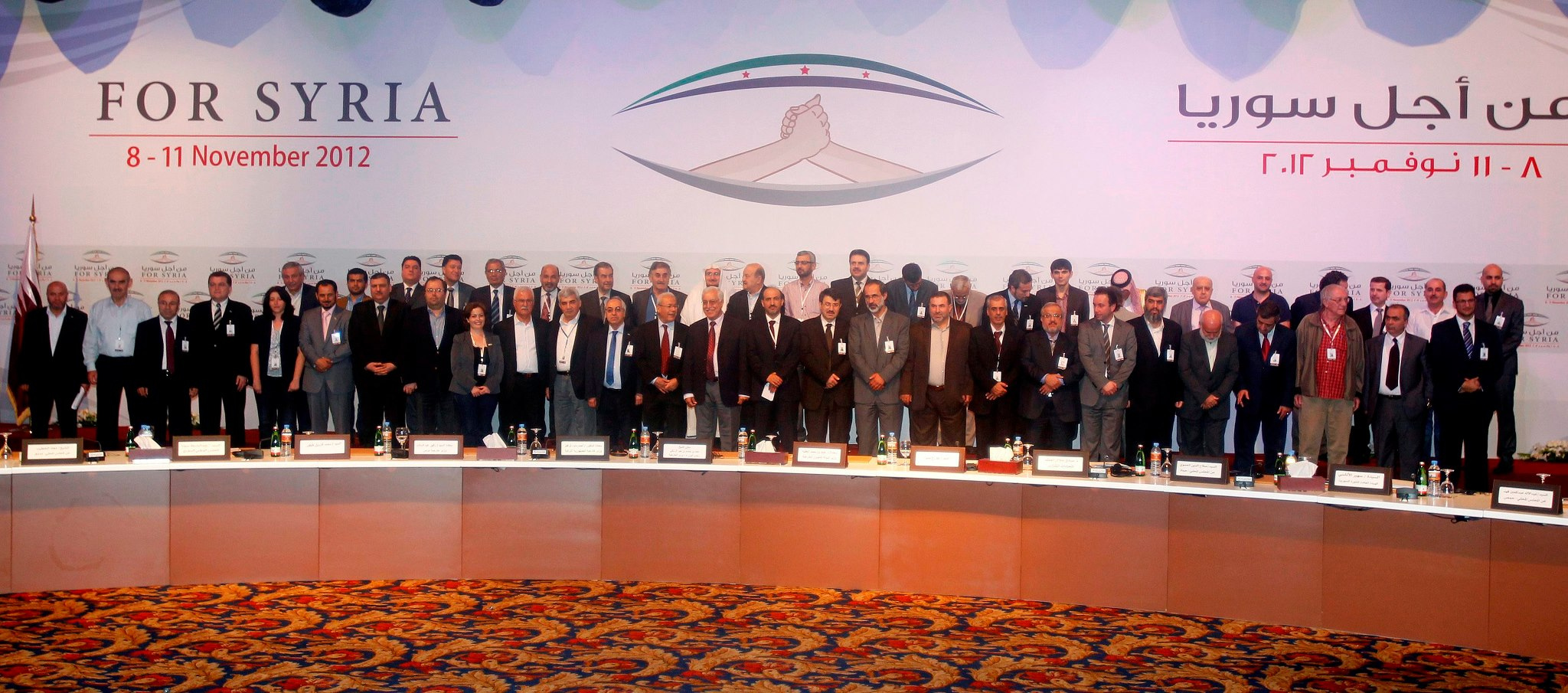
I membri della Coalizione Nazionale Siriana a Doha.

La struttura estremamente eterogenea delle opposizioni che compongono la Coalizione, che spaziano dai partiti laici a quelli legati alla Fratellanza Musulmana, ha causato una serie di problemi politici sin dai primi mesi di formazione. Il presidente Moaz al-Khatib si dimette dopo soli 4 mesi denunciando le divisioni interne e le interferenze subite da paesi stranieri, tra cui Qatar e Arabia Saudita.
Tuttavia la Coalizione rimane il principale interlocutore dell'Esercito Siriano Libero, ha creato un governo provvisorio in esilio ed è stato riconosciuto come legittimo rappresentante del popolo siriano dai membri del Consiglio di cooperazione del Golfo, dalla Lega araba, dagli Stati Uniti, dalla Turchia, dalla Francia. L'Unione Europea ha invece riconosciuto la Coalizione nazionale siriana come "legittimo rappresentante delle aspirazioni del popolo siriano".
Le forze ribelli di ispirazione islamista, inclusi il Fronte al-Nusra, lo Stato Islamico dell'Iraq e Levante e i ribelli curdi non riconoscono l'autorità della Coalizione.
Le difficoltà politiche della Coalizione si sono aggravate a seguito del mancato intervento internazionale in Siria nel settembre 2013. La Coalizione pur avendo caldeggiato l'intervento, non ha avuto nessun ruolo politico nella soluzione della crisi.
L'attuale presidente della Coalizione è Ahmad Jarba.

### Esercito Siriano Libero
L'Esercito siriano libero (ESL) è la forza di opposizione armata al governo siriano più numerosa e meglio equipaggiata. L'ossatura e la linea di comando è composta da soldati e ufficiali disertori delle Forze armate siriane.
L'ESL viene fondato ufficialmente il 29 luglio 2011 da un gruppo di ex ufficiali siriani che nomina proprio comandante il colonnello Riad al-Asaad.
Scopo primario dell'ESL era quello di proteggere i dimostranti pacifici dalle violenze perpetrate da polizia, esercito e Shabiha. Tuttavia, con il perdurare della crisi e a seguito della sua graduale militarizzazione, l'ESL si è trasformato in una milizia combattente strutturata, suddivisa in brigate con centri di comando nelle principali città siriane.
L'ESL si arricchisce di numerosi disertori, per lo più sunniti, e attiva centri di addestramento per i civili che si vogliono unire alla ribellione armata. I primi mesi del 2012 registrano un continuo flusso di soldati regolari verso l'ESL e anche alcuni ufficiali di alto rango.
Il numero complessivo di disertori e, più in generale, di miliziani legati all'ESL è sconosciuto. Le stime più ottimistiche contano 50.000 effettivi.
La sede centrale dell'ESL è in Turchia, da cui riceve finanziamenti e sostegno.
La strategia di combattimento privilegiata dall'ESL è quella della guerriglia urbana con armi leggere, anche se i miliziani hanno partecipato a battaglie a più ampio raggio con l'ausilio di carri armati sottratti alle forze regolari in combattimento o a seguito della diserzione di carristi.
Brigate legate all'ESL hanno partecipato alle principali battaglie contro l'esercito regolare. Tra le più significative quelle di Damasco e Aleppo, che nel luglio 2012 viene conquistata in larga parte.
L'ESL viene considerata come la forza di opposizione più laica al governo siriano, sebbene alcune frange (come le brigate al-Farouq) siano di chiara impronta islamista.
L'ESL ha come interlocutore politico la Coalizione nazionale siriana e viene sostenuto e finanziato dalle nazioni che la hanno riconosciuta come rappresentante del popolo siriano.
Il ruolo dell'ESL nella guerra civile siriana ha subito un lento declino a partire dal 2013, quando le formazioni jihādiste e integraliste hanno cominciato ad assumere un ruolo sempre più importante, causando anche il travaso di miliziani da alcune brigate.
Da luglio 2013 l'ESL apre un "terzo fronte" combattendo contemporaneamente l'esercito governativo e i gruppi fondamentalisti islamici.
L'attuale comandante in capo dell'ESL è il generale Salim Idris.

### Fronte al-Nusra
Il Fronte al-Nusra è il più numeroso e organizzato gruppo jihādista salafita che, tra le file dell'opposizione armata, combatte il governo siriano.
Il Fronte è il ramo siriano della rete terroristica di al-Qaeda ed ha ricevuto pubblicamente il riconoscimento di Ayman al-Zawahiri. Alcuni suoi membri utilizzano apertamente il nome "al-Qaeda in Siria".
Il Fronte al-Nusra si forma il 23 gennaio 2012 e la sua struttura iniziale è composta da miliziani siriani e iracheni provenienti dallo Stato Islamico dell'Iraq, branca irachena di al-Qaeda.
Nell'aprile 2013 il leader dell'Stato Islamico dell'Iraq, Abu Bakr al-Baghdadi, cerca di fondere le due organizzazioni, creando lo Stato Islamico dell'Iraq e Levante. Tuttavia Ayman al-Zawahiri, interviene annullando la fusione. Si crea dunque una scissione interna al Fronte al-Nusra tra i militanti fedeli alla linea ufficiale di al-Qaeda e quelli che confluiscono nel nuovo gruppo.
Obiettivo del Fronte al-Nusra è la creazione di un emirato islamico in Siria, governato secondo i dettami della sharia.
Oltre alle tattiche di guerra tradizionale, il Fronte si rende protagonista di un'ondata di attentati suicidi (almeno 50) in cui spesso rimane vittima anche la popolazione civile. Nel dicembre 2012 il Fronte al-Nusra viene annoverato tra le organizzazioni terroristiche dagli Stati Uniti.
Il Fronte al-Nusra collabora con l'ESL su tutti i principali fronti della guerra civile, in particolar modo ad Aleppo. Tuttavia i rapporti tra le due milizie, soprattutto nell'amministrazione dei territori conquistati, è piuttosto tesa fino a sfociare in conflitto nel luglio 2013. A partire dalla metà del 2013 il Fronte al-Nusra assume la leadership di numerose battaglie e, grazie alla determinazione dei suoi miliziani, ad aumentare notevolmente il proprio peso nel fronte ribelle, fino ad egemonizzarlo soprattutto nel governatorato di Raqqa, che diventa "la più grande città mai controllata da al-Qaeda".
Il Fronte non riconosce l'autorità della Coalizione Nazionale Siriana e si è opposta a qualunque intervento internazionale per la soluzione della crisi siriana.
I miliziani del gruppo si sono resi responsabili di numerosi atti di violenza settaria contro le minoranze religiose siriane.
Si stima che il numero di miliziani del Fronte al-Nusra si aggiri intorno ai 20.000, inclusi molti combattenti non siriani.

### Stato Islamico dell'Iraq e Levante (ISIL)
Lo Stato Islamico dell'Iraq e Levante è il gruppo ribelle jihadista più violento presente in Siria. Il fondamentalismo islamico che lo caratterizza, la sua natura transnazionale e i ripetuti atti di violenza verso la popolazione civile, i prigionieri di guerra e gli altri gruppi di opposizione hanno causato la rottura del fronte ribelle nel luglio 2013 e scontri aperti con le altre milizie islamiste nel gennaio 2014.
L'ISIL viene creato nell'aprile 2013 dal leader dello Stato Islamico dell'Iraq, Abu Bakr al-Baghdadi, che intende fondere in un'unica entità il suo gruppo con il "distaccamento" siriano, il Fronte al-Nusra. L'operazione viene bloccata dal leader di al-Qaeda, Ayman al-Zawahiri, che vuole mantenere distinte le due entità. Tuttavia al-Baghdadi ignora il comando ed esegue la fusione. Si crea quindi una scissione nel Fronte al-Nusra e una parte di miliziani confluisce nella nuova formazione.
La principale differenza tra il Fronte al-Nusra e l'ISIL è che il primo combatte per la formazione di un emirato islamico in Siria, mentre il secondo mira alla creazione di un califfato transnazionale tra Siria e Iraq. Tuttavia fino a gennaio 2014 le due formazioni collaborano strettamente e conducono operazioni militari congiunte. In alcuni casi condividono anche i centri di comando.
L'area dove l'ISIL è più attiva è il nord del paese, nei governatorati di Aleppo, Idlib e Raqqa, dove lentamente riesce a indebolire anche la presenza del Fronte al-Nusra.
L'ISIL amministra le aree conquistate con estrema violenza, applicando la forma più rigida di sharia, creando prigioni segrete e organizzando esecuzioni sommarie e torture.
Le milizie ISIL si sono rese protagoniste anche di violenze e rapimenti nei confronti di giornalisti, personale medico e minoranze religiose siriane.
A partire da gennaio 2014 l'ISIL entra in aperto conflitto con le altre forze ribelli abbandonando molte cittadine ma conservando alcune roccaforti tra cui Raqqa. Nello stesso periodo scatena un'offensiva nella regione di al-Anbar in Iraq, causando il primo importante sconfinamento della guerra civile siriana.
Il numero di miliziani è intorno ai 5.000 ed è la formazione che annovera la maggior parte di combattenti jihādisti non siriani.

### Fronte Islamico
Il Fronte Islamico è una coalizione di 7 gruppi armati di ispirazione salafita che si oppongono militarmente al governo siriano.
Il Fronte nasce il 22 novembre 2013 con l'intenzione di unire le forze di tutti i gruppi islamisti siriani finora rimasti isolati o appartenenti alle due principali coalizioni (il Fronte Islamico Siriano e il Fronte Islamico Siriano di Liberazione) che vengono sciolte.
Confluiscono nel Fronte anche due tra i più importanti gruppi islamisti: Jaysh al-Islam e Ahrar al-Sham.
L'unione delle forze permette al Fronte Islamico di essere, secondo alcune fonti, la milizia di opposizione più numerosa in Siria, con 60.000 uomini.
I rapporti con l'Esercito siriano libero sono tesi e sono sfociati in conflitto in diverse occasioni. Nel dicembre 2013 il Fronte Islamico conquista il valico di frontiera con la Turchia di Bab al Hawa a scapito dell'ESL. Tale avvenimento provoca l'interruzione degli aiuti ai ribelli in tutta la fascia settentrionale della Siria da parte di Stati Uniti e Gran Bretagna.
ESL e Fronte Islamico si sono alleati nel gennaio 2014 contro lo Stato Islamico dell'Iraq e Levante a seguito dell'esecuzione di un membro di spicco del Fronte.
Il Fronte Islamico e il Fronte al-Nusra hanno solide relazioni e hanno condotto operazioni militari congiunte.
Il Fronte Islamico e in particolare alcuni gruppi che lo compongono sono pesantemente finanziati e armati dall'Arabia Saudita che, secondo alcune fonti, riesce anche a influenzare le decisioni sul campo.
L'obiettivo del Fronte Islamico è la creazione di un emirato islamico in Siria, governato secondo i dettami della sharia.
Il Fronte Islamico non riconosce l'autorità della Coalizione Nazionale Siriana e contrasta ogni forma di accordo politico con il governo siriano.
Tra le file del Fronte Islamico militano molti combattenti non siriani.

### Altri gruppi ribelli
Il fronte ribelle è caratterizzato da un grado di atomizzazione superiore rispetto a quello filogovernativo. Inoltre, escluse le formazioni più grosse precedentemente descritte, nel corso della guerra civile si è assistito alla nascita e al declino di molte milizie che si sono riorganizzate, fuse con altri gruppi o che semplicemente hanno cambiato nome. Alcune milizie autonome sono composte da poche decine di combattenti. È presente anche un forte interscambio di miliziani che combattono sotto varie bandiere contemporaneamente. Creare quindi una lista delle formazioni ribelli minori e indicare il loro peso in numero di uomini è complesso e necessariamente parziale.
La quasi totalità delle milizie minori sul campo sono di ispirazione islamista.
Tra le formazioni indipendenti più numerose vi è la Brigata Ahfad al-Rasul, che conta 15.000 miliziani ed è finanziata direttamente dal Qatar.
Il 2 gennaio 2014 viene annunciata la formazione dell'Esercito dei Mujahidin che raggruppa diverse formazioni islamiste minori e una divisione uscita dall'Esercito siriano libero. Principale obiettivo della nuova formazione è la lotta contro i miliziani dello Stato Islamico dell'Iraq e Levante. Stime ottimistiche attribuiscono 12.000 combattenti tra le file del gruppo.
Tra le formazioni jihādiste ispirate ad al-Qāʿida e alleate dell'ISIL e del Fronte al-Nusra vi è Jaysh al-Muhajirin wa l-Ansar, composta quasi esclusivamente da fondamentalisti islamici non siriani tra cui ceceni, francesi e turchi. Hanno avuto un ruolo importante durante la battaglia di Aleppo nel settembre 2012. Il gruppo conta circa 1.000 miliziani. Altra formazione composta da fondamentalisti islamici è Fath al-Islam, i cui membri sono palestinesi ed è attiva principalmente in Libano (soprattutto a Tripoli). La presenza in Siria è documentata in diverse zone del paese, anche se il numero di miliziani coinvolti è sconosciuto. Altra formazione jihadista è Jund al-Sham, composta da libanesi provenienti da Tripoli. È attiva quasi esclusivamente nel governatorato di Homs, dove ha creato un emirato nella cittadina di Krak dei Cavalieri (Qalʿat al-Hisn).
La milizia Ghuraba al-Sham, di ispirazione jihadista e alleata del Fronte al-Nusra, è attiva ad Aleppo ed è stata coinvolta in alcuni scontri con i miliziani curdi. È formata prevalentemente da cittadini provenienti dall'Europa orientale.
La milizia jihadista Sham al-Islam è attiva principalmente nel governatorato di Lattakia ed è composta da miliziani provenienti dai paesi del Maghreb. Il loro leader è Ibrahim Bin Shaqrun (Abu Ahmad al-Maghrebi), già affiliato ad al-Qāʿida ed ex detenuto del carcere di Guantánamo

## Forze curde
Le due principali fazioni curde della lotta armata sono state dall'inizio della guerra civile quella legata al Partito dei Lavoratori del Kurdistan (PKK) turco e quella legata al Partito Democratico del Kurdistan iracheno. A partire dal 2013 la seconda fazione ha però perso rilevanza.

### Partito dell'Unione Democratica (PYD)
Partito di sinistra considerato un'emanazione del PKK attivo in Turchia. Il suo braccio armato è l'YPG, la principale milizia curda attiva nella guerra; essa è affiancata dall'YPJ, la brigata femminile.
Nel corso della guerra queste milizie hanno preso il controllo del nord del Paese (la zona a maggioranza curda) senza generalmente scontrarsi con l'esercito regolare. Questa circostanza ha fatto sì che YPD YPG venissero accusati da altri gruppi ribelli di collusione col regime di Assad. Sebbene le milizie dell'YPG si siano occasionalmente scontrate con i gruppi ribelli e con le truppe governative, è stato nettamente maggiore il loro coinvolgimento nella lotta alle formazioni jihadiste, e in particolar modo allo Stato Islamico.

La Turchia, da tempo in guerra col partito gemello PKK, lo considera un gruppo terrorista e si oppone fermamente alla creazione di uno Stato autonomo curdo nel nord della Siria.
Dall'inizio della guerra l'YPD ha costituito diverse alleanze con altri gruppi:
- Comitato nazionale di coordinazione delle forze di cambio democratico: costituito con altri partiti curdi e con personalità indipendenti nel 2011, prima dell'inizio delle violenze su larga scala. Si poneva l'obiettivo di favorire un cambio di regime rigettando però la violenza e le interferenze straniere. Per questo era visto dai gruppi armati come un'opposizione di facciata in realtà schierata con Assad. Dopo pochi mesi il Comitato è stato abbandonato da tutti gli altri partiti partecipanti, entrati a far parte del Consiglio Nazionale Curdo, più vicino al governo turco e al Governo Regionale del Kurdistan iracheno guidato da Massoud Barzani.[124]
- Movimento del Rojava per una Società Democratica (TEV-DEM): organo di governo del Rojava creato verso la fine del 2011 dal PYD. Seppure formato in coalizione con altri partiti di sinistra, il PYD ne è la forza dominante.[125]
- Consiglio Supremo Curdo: organo di autogoverno del Rojava nato da un accordo firmato nel luglio 2012 fra TEV-DEM e Consiglio Nazionale Curdo sotto gli auspici di Masud Barzani, con lo scopo di superare gli scontri e le divisioni interne alle due principali organizzazioni armate del Kurdistan siriano. Gli veniva affidato il controllo politico delle milizie affiliate al PYD, l'YPG e l'YPJ. Sul finire del 2013, davanti al calo di popolarità del Consiglio Nazionale Curdo in Siria, il TEV-DEM ha proclamato un nuovo governo, mettendo di fatto fine all'accordo.[126]
- Consiglio Democratico Siriano e Forze Democratiche Siriane: nell'ottobre del 2015 vengono create le Forze Democratiche Siriane (SDF nella sigla inglese), alleanza di YPG e YPJ con varie milizie di diversa provenienza etnica. Alcuni mesi dopo il TEV-DEM a guida PYD affida il governo del Rojava al neo-costituito Consiglio Democratico Siriano (MSD), che diventa l'ala politica delle SDF. Fanno parte del MSD personalità scelte in modo da rappresentare le varie fazioni politiche ed etniche della regione. L'obiettivo del MSD è l'instaurazione di un regime democratico, laico e federale in tutta la Siria, obiettivi che non ritiene siano condivisi dall'opposizione supportata da Turchia e Stati del Golfo.[127]

#### Unità di Protezione Popolare (YPG)
Le Unità di Protezione Popolare sono la più numerosa e organizzata milizia curda che combatte nella guerra civile siriana.
La milizia viene fondata nel 2004 come braccio armato del Partito dell'Unione Democratica, ma non partecipa a nessuna azione violenta fino allo scoppio della guerra civile siriana.
Scopo della milizia è occupare tutte le città a maggioranza curda della Siria e mantenere una posizione difensiva entrando in conflitto con qualunque forza armata ostile. Per questo motivo hanno condotto battaglie sia contro le forze governative, che contro i ribelli, in particolare contro le formazioni di ispirazione islamista.
A causa del forte sostegno popolare curdo che garantisce una relativa pace nei territori conquistati, si è verificato un moderato flusso di combattenti arabi dell'opposizione verso la milizia.
Il numero di combattenti dell'YPG si aggira intorno ai 50.000.

#### Unità di Protezione delle Donne (YPJ)
Organizzazione militare istituita nel 2012 come la brigata femminile dell'Unità di Protezione Popolare (YPG). Il gruppo ha svolto un ruolo fondamentale nel salvare le migliaia di Yazidi che erano stati intrappolati dall'ISIS nel Jebel Sinjar. Le vittorie dell'YPJ nel Rojava hanno attratto una considerevole attenzione mediatica in quanto si tratta di un raro esempio di forti successi portati a termine da delle donne in un luogo nel quale le donne sono pesantemente discriminate.

### Consiglio Nazionale Curdo
Coalizione di partiti del Kurdistan siriano non legati al Partito del Lavoratori del Kurdistan turco (PKK), e perciò meno invisi al governo turco rispetto al PYD. È stata fondata nel 2011 col sostegno del Presidente del Governo Autonomo del Kurdistan iracheno Masud Barzani, leader del partito di tendenza conservatrice Partito Democratico del Kurdistan.
Fino al 2013 le sue milizie, col sostegno dei peshmerga iracheni, sono stati una componente molto rilevante della ribellione curda, e hanno dato un contributo sostanziale all'arresto dell'avanzata dello Stato Islamico. Da allora, però, la sua rilevanza è andata calando in favore del PYD e delle sue milizie YPG.
Fra il 2012 e il 2013 ha fatto parte con il PYD del Consiglio Supremo Curdo, che ha governato il Kurdistan siriano prima che il PYD rompesse l'accordo e proclamasse un nuovo governo.

### Altri gruppi curdi
A causa della stabile organizzazione politica e militare curda, vi sono poche altre formazioni che operano a sostegno del Comitato Supremo Curdo. Tra queste vi è Jabhat al-Akrad, una brigata dell'Esercito siriano libero composta da curdi e arabi provenienti dalle aree a maggioranza etnica curda. Il gruppo abbandona l'ESL e si allea con lo YPG. Sfruttando la componente etnica mista del gruppo, i miliziani vengono impiegati nel controllo delle cittadine conquistate con popolazione curda e araba, soprattutto nel governatorato di Aleppo e Raqqa. Conta circa 7.000 combattenti.
Un altro gruppo importante è la YJA Star, unità paramilitare affiliata al Partito dei Lavoratori del Kurdistan e composta da personale femminile.
Alle milizie curde se ne sono affiancate anche alcune nate per tutelare la minoranza etnica assira. In particolare il Partito dell'Unione Siriaca ha stipulato un'alleanza con il Comitato Supremo Curdo ed ha affiancato il suo braccio armato Sutoro allo YPG. La formazione conta circa 1.000 uomini.